# Законодательное собрание Кемеровской области — Кузбасса
Законодательное Собрание Кемеровской области – Кузбасса (Парламент Кузбасса) — законодательный орган государственной власти Кемеровской области – Кузбасса.
Статус и полномочия Парламента Кузбасса, а также порядок избрания депутатов определяются Уставом Кемеровской области. Состоит из 46 депутатов, выбираемых по смешанной избирательной системе, избираемых населением области на основе всеобщего равного и прямого избирательного права при тайном голосовании сроком на 5 лет. В настоящее время в Парламенте Кузбасса заседают депутаты шестого созыва.
Здание Парламента Кузбасса расположено в Кемерове, в Центральном районе на площади Советов по адресу Советский проспект, д. 58.

## История Законодательного собрания
Конституцией Российской Федерации 1993 года Кемеровская область была наделена статусом субъекта Российской Федерации и правом законодательного регулирования по вопросам совместного ведения с Российской Федерацией и по вопросам собственной компетенции на территории Кемеровской области. В соответствии с этим в марте 1994 года было избрано Законодательное Собрание Кемеровской области, которое в 1998 году было переименовано в Совет народных депутатов Кемеровской области. С 1 декабря 2019 года региональный парламент именуется как Законодательное собрание Кемеровской области — Кузбасса (Парламент Кузбасса). Последние выборы в Парламент Кузбасса состоялись в сентябре 2023 года.

## Депутат Парламента Кузбасса
Депутатом Кемеровской области – Кузбасса может быть избран гражданин Российской Федерации, достигший 21 года, обладающий избирательным правом в соответствии с федеральными законами и законами области. Депутаты Парламента Кузбасса обладают неприкосновенностью на территории Кемеровской области, гарантируемой федеральным законом и законом области, в течение всего срока полномочий.
С 2021 года депутатом может стать гражданин России, проживающий все время в России и не имеющий подданства другой страны.

## Комитеты Парламента Кузбасса
В Парламенте Кузбасса шестого созыва на постоянной основе действуют 7 комитетов и 1 комиссия:
- Комитет по государственному устройству, региональной политике и местному самоуправлению;
- Комитет по делам ветеранов, социальной политике и здравоохранению;
- Комитет по бюджетной и налоговой политике;
- Комитет по образованию, культуре, делам молодёжи и национальной политике;
- Комитет по экономической политике и предпринимательству;
- Комитет по экологии, энергетике, промышленной и аграрной политике;
- Комитет по правоохранительной деятельности, безопасности и спорту;
- Мандатная комиссия по депутатской этике и Регламенту.

## Выборы в Парламент Кузбасса
Выборы в Парламент Кузбасса проходили в марте 1994 года, декабре 1996 года, апреле 2003 года, октябре 2008 года, сентябре 2013 года, сентябре 2018 года и в сентябре 2023 года.

### Выборы 2023 года
- Единая Россия — 70%;
- ЛДПР — 8,88%;
- КПРФ — 8,73%;
- Справедливая Россия — 5,19%;
- Новые люди — 5,03%.

### Выборы 2018 года
| Партия                | По единому списку | По единому списку | По единому списку | Мандатов по одномандатным округам | Мандатов всего | % от числа избранных депутатов |
| Партия                | Подано голосов    | Доля голосов      | Мандатов          | Мандатов по одномандатным округам | Мандатов всего | % от числа избранных депутатов |
| «Единая Россия»       | 851 973           | 64,31 %           | 16                | 23                                | 39             | 84,78 %                        |
| «ЛДПР»                | 133 757           | 10,10 %           | 2                 | 0                                 | 2              | 4,34 %                         |
| КПРФ                  | 133 430           | 10,07 %           | 2                 | 0                                 | 2              | 4,34 %                         |
| «Справедливая Россия» | 104 214           | 7,87 %            | 2                 | 0                                 | 2              | 4,34 %                         |
| Патриоты России       | 72 764            | 5,87 %            | 1                 | 0                                 | 1              | 2,17 %                         |
| Самовыдвиженцы        | -                 | -                 | -                 | 0                                 | 0              | 0 %                            |
| Итого                 | 1 296 138         | 100 %             | 23                | 23                                | 46             | 100 %                          |

### Выборы 2013 года
- Единая Россия — 80%;
- Барьер 5%;
- ЛДПР — 7%;
- КПРФ — 2%;
- Справедливая Россия — 7%.

| Фракция             | Количество депутатов |
| ------------------- | -------------------- |
| Единая Россия       | 44                   |
| ЛДПР                | 1                    |
| Справедливая Россия | 1                    |

### Выборы 2008 года
- Единая Россия — 72%,
- Справедливая Россия — 4%.[8]

### Выборы 2003 года
- Блок Народовластие: коалиция Единой России, КПРФ и АПР — 24 мандата;
- 1 независимый.

### Выборы 1998 года
- Блок Тулеева (КПРФ и Власть народу) — 24 мандата;
- 1 независимый.

### Выборы 1993 года
Выборы прошли по 19 избирательным округам.

### История выборов
В апреле 2003 большинство мест получил блок – Служу Кузбассу. В октябре 2008 года было избрано 36 депутатов (17 от ЕР, 1 от СР по общерегиональному округу и 18 от ЕР от одномандатных округов). В 2013 году было избрано 23 депутатов по многомандатному округу (22 по списку ЕР, 1 по списку ЛДПР). 23 депутата были избраны от одномандатных округов (22 по спискам ЕР, 1 по списку СР). Позже взамен выбывших депутатов прошли выборы в нескольких одномандатных округах.

## Руководство
- Алексей Зеленин – Единая Россия – председатель Парламента Кузбасса.
- Дарья Репина – Единая Россия – заместитель председателя Парламента Кузбасса.
- Юрий Скворцов – Справедливая Россия-Патриоты-За правду – заместитель председателя Парламента Кузбасса.

## Представитель в Совете Федерации
- Надежда Ильина – представитель в Совете Федерации.